# Informatičar
Informatičar je riječ koja se često susreće iako nema pobliže određenog značenja, nego se rabi kao odrednica za sve ljude koji rade u računalnoj struci. Slične su riječi strojar, grafičar, tehnolog, koje svojom neodređenošću ne impliciraju ni strukovnu ili zanatsku, ili srednjoškolsku ili fakultetsku naobrazbu. Npr. naziv dizajner se često rabi za osobu koja radi u grafičkoj pripremi u odjelu za odnose s javnošću ili propagandnoj tvrtci, dok se naziv grafičar najčešće rabi za osobu koja radi u grafičkoj pripremi u tiskari, ponekad i voditelja tiskare, pri čemu, ovisno o poslovnim okolnostima na svim ovim radnim mjestima mogu raditi industrijski dizajneri, grafički tehničari, grafički inženjeri ili ništa od navedenoga.
Klasična zanimanja koja postoje u računalnoj struci su:
- Računalni tehničar - osoba sa završenom srednjom školom za računalnog tehničara, s ciljnim sposobnostima (kompetencijama) sistem-administratora manjih sustava, ili programera početnika.

- Programer - osoba sa završenim tehničkim fakultetom odgovarajućeg smjera, s ciljnim sposobnostima programiranja (razvoja), održavanja i unaprjeđivanja složenih programskih sustava u programskom jeziku po izboru, te uporabom svih pripadajućih računalnih tehnologija, od mreža do baza podataka.[1]
- Administrator baza podataka - osoba sa završenim tehničkim fakultetom odgovarajućeg smjera, s ciljnim sposobnostima dizajniranja, održavanja i unaprjeđivanja složenih baza podataka uporabom softvera baze podataka i operacijskoga sustavu po izboru.[2]
- Sistem administrator - osoba sa završenim tehničkim fakultetom odgovarajućeg smjera, s ciljnim sposobnostima dizajniranja, održavanja i unaprjeđivanja složenih računalnih sustava u operacijskom sustavu po izboru, te uporabom svih pripadajućih računalnih tehnologija, od računalnih mreža do baza podataka.[3]
- Mrežni administrator - osoba sa završenim tehničkim fakultetom odgovarajućeg smjera, s ciljnim sposobnostima dizajniranja, održavanja i unaprjeđivanja složenih računalnih mreža uporabom hardverske opreme po izboru, te uporabom svih pripadajućih računalnih tehnologija.[4]

Novija zanimanja u računalnoj struci su:
- DevOps stručnjak ili DevOps inženjer - u manjim tvrtkama stručnjak širokoga spektra znanja, u većim tvrtkama osoba sa završenim tehničkim fakultetom odgovarajućeg smjera, znanjima i interesom podjednako za programiranje, administraciju baza podataka i računalnih sustava, te dobrim poznavanjem novijih računalnih tehnologija s naglaskom na web (poznavanje HTTPS, SOAP i sličnih protokola uz neizbježni TCP/IP). Poželjna su, ponekad nužna osnovna znanja o dizajnu mrežnih stranica (HTML, CSS, JavaScript).[5]

- Podatkovni znanstvenik - osoba sa završenim tehničkim fakultetom odgovarajućeg smjera, s ciljnim sposobnostima učinkovitog pretraživanja skupova podataka (baza podataka ili drugih skupova podataka). Srodno zanimanje je Informacijski stručnjak - odnosno podatkovni znanstvenik može se smatrati njegovom podvrstom - Informacijski pismen informacijski stručnjak.

## Popis specifičnih tehničkih fakulteta u Hrvatskoj
Kako je potražnja za "informatičkim stručnjacima" rasla, tako su se prilagođavali programi odgovarajućih tehničkih fakulteta, što je, između ostaloga uočljivo i u imenu npr. današnjega FER-a u Zagrebu, koji danas nosi ime Fakulteta elektrotehnike i računarstva, dok se do 1995. godine zvao ETF, Elektrotehnički fakultet.
Abecednim redom po gradovima:
- FERIT, Osijek (Fakultet elektrotehnike, računarstva i informacijskih tehnologija)
- Odjel za informatiku Sveučilišta u Rijeci
- FESB, Split
- FOI, Varaždin
- Fakultet elektrotehnike i računarstva u Zagrebu. Dovoljno je reći da oba preddiplomska studija na FER-u: "Elektrotehnika i informacijska tehnologija" i "Računarstvo" u nazivu imaju neki oblik "informatike".
- Prirodoslovno-matematički fakultet u Zagrebu, na Matematičkom odsjeku PMF-a školuju se, između ostaloga, profesori i inženjeri matematike i informatike.